# Ralph Norman (MP)
Ralph Norman (fl. 1294-1306) foi um membro do parlamento inglês.
Ele foi um membro (MP) do Parlamento da Inglaterra por Leicester em 1294 e 1306.